# Theodore TY02
La Theodore TY02 è una monoposto di Formula 1, costruita dalla scuderia Theodore Racing per partecipare al Campionato mondiale di Formula Uno del 1982. Progettata da Tony Southgate, era alimentata da un motore Cosworth DFV V8.